# 십이신조
십이신조 (12신조, 十二信條, 영어: the Twelve Articles of Faith) 또는 12개 신조는 1907년 한국교회에서 일어난 평양 대부흥 운동 이후 최초로 조직된 교단인 조선예수교장로회(해방 후 대한예수교장로회로 바뀜) 독노회에서 1907년 9월 17일 채택한 신앙고백문이다.
이 신앙선언문의 기초는 해외에서 온 선교사들에 의해 작성되었으며, 인도 장로교회의 12신조를 앞의 서언만 바꾸고 그대로 채택하였다. 또한 인도 장로교회의 12신조는 영국 잉글랜드 장로교회(the Presbyterian Church of England)가 인도에서 1890년에 작성한 24개 신조를 요약한 것이다.

## 내용[2]

### 제1조
신, 구약 성경은 하나님의 말씀이니 신앙과 행위에 대한 정확무오한 유일의 법칙이다.

### 제2조
하나님은 한 분뿐이시니 오직 그에게만 경배하여야 한다. 하나님은 신이시니 자연히 계시고, 안 계신 곳이 없으시다. 다른 신이나 모든 물질과 구별되시며, 그 존재와 지혜와 권능과 거룩하심과 공의와 인자하심과 진실하심과 사랑하심이 무한하시며 변하지 아니하신다.

### 제3조
하나님은 본체에 세 위가 계시니 성부, 성자, 성령이신데 이 세 위는 한 하나님이시다. 본체는 하나요 권능과 영광이 동등이시다.

### 제4조
하나님께서 모든 유형물과 무형물을 그 권능의 말씀으로 창조하사 보존하시고 주장하시나 결코 죄를 내신 이는 아니시다. 모든 것을 자기 뜻의 계획대로 행하시며 만유는 다 하나님의 착하시고 지혜롭고 거룩하신 목적을 성취하도록 역사하신다.

### 제5조
하나님이 사람을 남녀로 지으시되 자기의 형상대로 지식과 의와 거룩함으로 지으사 생물을 주관하게 하셨으니 세상 모든 사람이 한 근원에서 나왔으므로 다 동포요 형제다.

### 제6조
우리의 시조가 선악간 택할 자유가 있었는데 유혹을 받아 하나님께 범죄하였다. 그러므로 아담으로부터 보통 생육법에 의하여 출생하는 모든 인종들이 그의 안에서 그의 범죄에 동참하여 타락하였다. 사람은 원죄와 부패한 성품 이외에 범죄할 가능성이 있으므로 일부러 짓는 죄도 있다. 그러므로 모든 사람이 금세와 내세에 하나님의 공평한 진노와 형벌을 받는 것이 마땅하다.

### 제7조
하나님께서는 인류를 죄와 부패함과 죄의 형벌에서 구원하고 영생을 주시려고 무한하신 사랑으로 그의 영원하신 독생자 주 예수 그리스도를 세상에 보내셨다. 예수님으로만 하나님께서 육신을 이루셨고 또 예수님으로만 사람이 구원을 얻을 수 있다. 그 영원한 아들이 참 사람이 되사 그 후로 한 위에 특수한 두 성품이 있어 영원토록 참 하나님이시오 참 사람이시다. 예수님은 성령의 권능으로 잉태되어 동정녀 마리아에게서 나셨으되 죄는 없는 분이시다. 예수님은 죄인을 대신하여 하나님의 법을 완전히 복종하시고 몸을 드려 참되고 온전한 제물이 되사 하나님의 공의를 만족하게 하시며 사람으로 하여금 하나님과 화목하게 하시려고 십자가에 못 박혀 죽으셨다. 그리고 죽은 자 가운데서 삼일만에 부활하신 후 승천하사 하나님 우편에 앉으셨다. 그곳에서 자기 백성을 위하여 기도하시다가 죽은 자를 다시 살리시고 세상을 심판하러 재림하신다.

### 제8조
성부와 성자로부터 오신 성령께서는 사람이 구원에 참여하도록 역사하신다. 즉 사람으로 하여금 죄와 비참함을 깨닫게 하시며 그 마음을 밝혀 그리스도를 알게 하시고 그 의지를 새롭게 하시사 권하시며 권능을 주어, 복음에 값없이 주마하신 예수 그리스도를 받게 하신다. 또 그 안에서 역사하여 모든 의의 열매를 맺게 하신다.

### 제9조
하나님께서는 세상을 창조하시기 전에 그리스도 안에서 자기 백성을 택하사 사랑하므로 그 앞에서 거룩하고 흠이 없게 하셨다. 그리고 그 기쁘신 뜻대로 저희를 미리 작정하사 예수 그리스도로 말미암아 자기의 아들을 삼으셨다. 이것은 그 사랑하시는 아들 안에서 저희에게 풍성히 주시는 은혜의 영광을 찬미하게 하려는 것이다. 하나님은 세상 모든 사람에게 온전한 구원을 값없이 주시려고 이렇게 명하셨다. "너희 죄를 회개하고 주 예수 그리스도를 자기의 구주로 믿고 의지하여 본 받으며 하나님의 나타내신 뜻을 복종하여 겸손하고 거룩하게 행하라". 그러므로 그리스도를 믿고 복종하는 자는 구원을 얻는다. 저희가 받는 바 특별한 유익은 의가 있게 하심과, 양자가 되어 하나님의 아들의 수에 참여하게 하심과, 성령의 감화로 거룩하게 하심과, 영원한 영광이다. 그러므로 믿는 자는 이 세상에서도 구원 얻는 줄로 확실히 알 수 있고 기뻐할 것이다. 성령께서 이와 같은 역사를 행하실 때에 은혜 베푸시는 방도는 특별히 성경 말씀과 성례와 기도이다.

### 제10조
그리스도께서 세우신 성례는 세례와 성찬이다. 세례는 물을 가지고 성부와 성자와 성령의 이름으로 씻음이니 우리가 그리스도와 연합하는 표와 인을 치는 것인데, 성령으로 거듭남과 새롭게 하심과 주님께 속한 것임을 약속하는 것이다. 세례는 그리스도 안에서 신앙을 고백하는 자와 그들의 자녀들에게 베푸는 것이다. 성찬은 그리스도의 죽으심을 기념하여 떡과 잔에 참여하는 것이니 믿는 자가 그 죽으심으로 인하여 오는 유익을 받는 것을 인을 쳐서 증거 하는 표이다. 성찬은 주님께서 오실 때까지 주님의 백성이 행할 것이며, 주님을 믿고 그 속죄를 의지함과 거기서부터 오는 유익을 받음과 더욱 주님을 섬기기로 언약함과 주님과 그의 백성이 서로 교통하는 표이다. 성례의 유익은 성례 자체로 말미암음도 아니오 성례를 베푸는 자의 덕으로 말미암음도 아니오 다만 그리스도의 복 주심과 또한 믿음으로 성례를 받는 자 가운데 계신 성령의 역사 하심으로 말미암음이다.

### 제11조
모든 신자의 본분은 입교하여 서로 교제하며 그리스도의 성례와 그 밖의 규례를 지키며 주의 법을 복종하는 것이다. 그리고 항상 기도하며 주일을 거룩하게 지키며 주를 경배하기 위하여 함께 모여 선포되는 주의 말씀을 설교함을 자세히 들어야 한다. 또 하나님께서 우리에게 풍성히 베푸신 대로 예물을 드리며 그리스도의 마음으로 서로 교제하고, 모든 사람과 더불어 마음을 같이 하며, 또한 그리스도의 나라가 온 세상에 확장되기 위하여 힘쓰며, 주께서 그의 영광 중에 나타나심을 바라고 기다릴 것이다.

### 제12조
죽은 자는 끝 날에 부활하며 그리스도의 심판대 앞에서 이 세상에서 선악간 행한 바를 따라 보응을 받는다. 그리스도를 믿고 복종한 자는 현저히 사함을 얻고 영광 중에 영접을 받는다. 그러나 믿지 아니하고 악을 행하는 자는 정죄함을 입어 그 죄에 합당한 형벌을 받는다.

## 평가

### 생략된 내용
교회정치에 관한 내용이 없다. 이것은 장로교회가 분열을 하게 된 원인제공이 있다고 보여진다. 성경의 영감에 대한 언급이 없다.
1930년대에 와서 보수주의와 자유주의의 분열이 생기면서 예수교 장로회(예장)와 기독교 장로회(기장)로 나누어지게 되었다.